# Charnego
Charnego (del catalán xarnego, y este de español lucharniego) es un adjetivo despectivo utilizado en Cataluña entre los años 50-70 para referirse a las personas inmigrantes que viven en dicha comunidad autónoma y que proceden, por lo general, de otros territorios de España de habla no catalana. Dentro de Cataluña el término generalmente no está aceptado aunque algunos castellanohablantes lo usan para referirse a sí mismos, haciendo que pierda sus connotaciones insultantes.

## Etimología, evolución, acepciones y uso

### Etimología y evolución
La palabra proviene del catalán xarnego, y esta, a su vez, tiene un doble origen, del gascón charnègo y del español lucharniego o nocharniego (nocturno), aplicado a perros de caza nocturna.
En gascón, charnègo, tenía el sentido de mestizo o forastero no adaptado. Durante el siglo XVI, cuando se produjo en Cataluña una fuerte inmigración francesa, sobre todo occitana y gascona, se importó la palabra gascona, aplicándose en sentido amplio a los hijos de parejas mixtas.
Durante los años 60 y 70 del siglo XX la palabra se aplicó, despectivamente, a las personas nacidas de matrimonios entre catalanes y personas de otras regiones españolas y por extensión a los inmigrantes de otras zonas de España a Cataluña.

### Acepciones y uso del término charnego
El término 'charnego' se puede utilizar en los siguientes sentidos:
1. Inmigrante de una región española de habla no catalana, despectivo. En RAE (Del catalán xarnego, y este de español lucharniego). 1. masculino y femenino. despectivo. Cat. Inmigrante de una región española de habla no catalana.[1][2][4]
2. Hijo nacido en Cataluña de un progenitor catalán y un progenitor no catalán, proveniente de otro territorio español. Tiene significado xenófobo peyorativo.[2][4]

## Historia

### Inmigración en Cataluña
Durante el siglo XVI se produjo en Cataluña una fuerte inmigración francesa, sobre todo occitana y gascona. A estos se les denominaba Gabachos o gavatxos. En la Comunidad Valenciana también se usaba la denominación xarnego para referirse a la mezcla de valenciano con castellano, y así se denominaba a los murcianos, siendo un apelativo más cariñoso que despectivo. En los años 1950 y 1960, con una fuerte inmigración castellanohablante proveniente del resto de regiones españolas, se extendió su uso para referirse de forma despectiva a los nuevos residentes. Francisco Candel describe la situación en Los otros catalanes (1964). Más tarde él mismo se autodefine como Un charnego en el senado (1979).

### Reivindicación del término
La palabra "charnego" siempre ha tenido un carácter despectivo, más relacionado con la lengua que con el origen geográfico, y hoy varias personalidades se declaran charnegas (de origen no catalán o ascendientes no catalanes) reivindicando una situación de normalidad social. Uno de los primeros en hacerlo fue Serrat y, tras el incidente antes mencionado, incluso se han declarado Maragall del PSC y Josep-Lluís Carod-Rovira de ERC. Actualmente, el insulto pierde su carga peyorativa cuando se emplea en castellano; sin embargo, algunas personas consideran el término despectivo, racista y xenófobo. Se usa despectivamente para referirse a las personas que viven en Cataluña y proceden de otras regiones (el cual normalmente es su uso común). Hace algunos años se llamaba catalán charnego al nacido en Cataluña hijo de padre o madre no nacido en Cataluña.